# Dormettingen
Dormettingen är en kommun (tyska Gemeinde) i Zollernalbkreis i delstaten Baden-Württemberg i Tyskland. Folkmängden uppgår till cirka 1 100 invånare, på en yta av 6,55 kvadratkilometer.
Kommunen ingår i kommunalförbundet Oberes Schlichemtal tillsammans med staden Schömberg och kommunerna Dautmergen, Dotternhausen, Hausen am Tann, Ratshausen, Weilen unter den Rinnen och Zimmern unter der Burg.

## Befolkningsutveckling
| Befolkningsutvecklingen i Dormettingen 1975–2015 | Befolkningsutvecklingen i Dormettingen 1975–2015 | Befolkningsutvecklingen i Dormettingen 1975–2015 | Befolkningsutvecklingen i Dormettingen 1975–2015 | Befolkningsutvecklingen i Dormettingen 1975–2015 |
| ------------------------------------------------ | ------------------------------------------------ | ------------------------------------------------ | ------------------------------------------------ | ------------------------------------------------ |
|                                                  |                                                  |                                                  |                                                  |                                                  |
| År                                               |                                                  |                                                  | Folkmängd                                        | Areal (ha)                                       |
| 1975                                             | 1975                                             |                                                  | 804                                              | 655                                              |
| 1980                                             | 1980                                             |                                                  | 767                                              |                                                  |
| 1985                                             | 1985                                             |                                                  | 789                                              |                                                  |
| 1990                                             | 1990                                             |                                                  | 838                                              |                                                  |
| 1995                                             | 1995                                             |                                                  | 1 020                                            |                                                  |
| 2000                                             | 2000                                             |                                                  | 1 075                                            |                                                  |
| 2005                                             | 2005                                             |                                                  | 1 072                                            |                                                  |
| 2010                                             | 2010                                             |                                                  | 1 033                                            |                                                  |
| 2015                                             | 2015                                             |                                                  | 1 069                                            |                                                  |
|                                                  |                                                  |                                                  |                                                  |                                                  |